# 春河35
春河 35（はるかわ さんご）は、日本の漫画家、イラストレーター。女性。神奈川県横浜市出身。
2012年、『ヤングエース』2013年1月号より連載を開始した『文豪ストレイドッグス』の作画担当としてデビュー。本人は名を「３５（さんご）」と全角で表記する。

## 作品リスト

### 漫画
- 文豪ストレイドッグス（原作：朝霧カフカ、『ヤングエース』2013年1月号[4] - 連載中、角川書店、既刊26巻）

### アンソロジー
- 『刀剣乱舞-ONLINE- ノベル&イラストアンソロジー 〜桜〜』2015年9月14日発売[5]、KADOKAWA - 本編イラスト参加[5]

### イラスト
- ソラの星（2012年[2]、メディアワークス文庫、アスキー・メディアワークス）
- SEVENTH HEAVEN（2013年、Rejet）
- オズと秘密の愛（2014年、Rejet）

### その他
- オトナの読書感想文（『まんがくらぶ』2014年4月号[6]） - 宮沢賢治の『銀河鉄道の夜』の感想コラム掲載[6]
- 図書室のネヴァジスタ ドラマCD（2014年5月） - ブックレットイラスト寄稿[7]
- 没後50年 谷崎潤一郎展－絢爛たる物語世界－（2015年4月4日[8] - 5月24日[9]、神奈川近代文学館開催[8]） - ポスターイラスト描きおろし[8]
- 朝霧カフカとの対談（『月刊ニュータイプ』2017年2月号[10]）